# Селезнёвское сельское поселение (Ленинградская область)
Селезнёвское се́льское поселе́ние — муниципальное образование в составе Выборгского района Ленинградской области. Центр — посёлок Селезнёво.

## География
Селезнёвское сельское поселение располагается в западной части района, в основном на северном берегу Выборгского залива.
Граничит по суше с городом Выборгом, Каменногорским городским поселением и Республикой Финляндия. По воде поселение граничит с Республикой Финляндия, Высоцким, Советским и Приморским городскими поселениями.
Территория поселения — 680,9 км².
По территории поселения проходят автомобильные дороги:
- А181 (часть E 18) «Скандинавия» (Санкт-Петербург — Выборг — граница с Финляндией)
- 41К-413 (Селезнёво — Лужайка)
- 41К-424 (подъезд к пос. Карповка)
- 41К-426 (подъезд к пос. Отрадное)
- 41К-427 (подъезд к пос. Подберезье)
- 41К-429 (подъезд к пос. Большой Бор)
- 41К-430 (подъезд к пос. Великое)
- 41К-436 (подъезд к пос. Подборовье)
- 41К-462 (подъезд к пос. Кутузово)

Железная дорога Санкт-Петербург — Хельсинки. 
Река Селезнёвка и Сайменский канал, связывающий Выборгский залив с озером Сайма на территории Финляндии.
Расстояние от административного центра поселения до районного центра — 12 км.

## История
По данным 1973 года центр Кравцовского сельсовета был перенесен в посёлок Селезнёво, а сельсовет переименован в Селезнёвский.
18 января 1994 года постановлением главы администрации Ленинградской области № 10 «Об изменениях административно-территориального устройства районов Ленинградской области» Селезневский сельсовет, также как и все другие сельсоветы области, преобразован в Селезневскую волость.
1 января 2006 года в соответствии с областным законом № 17-ОЗ от 10 марта 2004 года «Об установлении границ и наделении соответствующим статусом муниципальных образований Всеволожский район и Выборгский район и муниципальных образований в их составе» образовано Селезневское сельское поселение. В его состав вошли территории бывших Большепольской, Кондратьевской и Селезнёвской волостей.

## Население
| 2006  | 2010  | 2011  | 2012  | 2013  | 2014  | 2015  |
| ----- | ----- | ----- | ----- | ----- | ----- | ----- |
| 5800  | ↗6845 | ↗6850 | ↘6807 | ↗6909 | ↘6887 | ↘6879 |
| 2016  | 2017  | 2018  | 2019  | 2020  | 2021  | 2023  |
| ↘6799 | ↘6740 | ↘6695 | ↘6639 | ↘6554 | ↘5907 | ↘5798 |
| 2024  | 2025  |       |       |       |       |       |
| ↘5738 | ↘5709 |       |       |       |       |       |

## Состав сельского поселения
| №  | Населённый пункт | Тип населённого пункта          | Население    |
| -- | ---------------- | ------------------------------- | ------------ |
| 1  | Балтиец          | посёлок                         | ↗93 (2021)   |
| 2  | Большое Поле     | посёлок                         | ↘482 (2021)  |
| 3  | Большой Бор      | посёлок                         | ↗45 (2021)   |
| 4  | Великое          | посёлок                         | ↗104 (2021)  |
| 5  | Горка            | посёлок                         | ↗9 (2021)    |
| 6  | Кондратьево      | посёлок                         | ↘859 (2021)  |
| 7  | Кравцово         | посёлок                         | ↗273 (2021)  |
| 8  | Лесной Кордон    | посёлок                         | ↘0 (2021)    |
| 9  | Лужайка          | посёлок железнодорожной станции | ↘355 (2021)  |
| 10 | Можжевельниково  | посёлок                         | ↗41 (2021)   |
| 11 | Новинка          | посёлок                         | ↗249 (2021)  |
| 12 | Отрадное         | посёлок                         | ↘251 (2021)  |
| 13 | Подберезье       | посёлок                         | ↘30 (2021)   |
| 14 | Подборовье       | посёлок                         | ↗136 (2021)  |
| 15 | Селезнёво        | посёлок, административный центр | ↗2291 (2021) |
| 16 | Торфяновка       | посёлок                         | ↘227 (2021)  |
| 17 | Усадище          | деревня                         | ↗48 (2021)   |
| 18 | Чулково          | посёлок                         | ↗321 (2021)  |
| 19 | Яшино            | посёлок                         | ↘93 (2021)   |

28 декабря 2004 года в связи с отсутствием жителей областным законом № 120-оз был упразднён посёлок Заречье.

## Культура
При администрации муниципального образования работает Селезневский культурно-спортивно-информационный центр «Виктория». Он объединяет три Дома культуры, молодёжный клуб и три библиотеки. Два женских ансамбля русской песни «Радуга» (посёлок Селезнево) и «Журавушка» (посёлок Кондратьево), занимали призовые места в областных и районных конкурсах.